# Hendrik I van Eu
Hendrik I van Eu (circa 1075 - Eu, 12 juli 1140) was van 1096 tot aan zijn dood graaf van Eu en heer van Hastings. Hij behoorde tot het huis Normandië.

## Levensloop
Hendrik I was de zoon van graaf Willem II van Eu, vermoedelijk uit diens eerste huwelijk met Beatrice de Builli, dochter van Roger I de Builli, baron van Tickhill. Na de dood van zijn vader in 1096 werd hij graaf van Eu en heer van Hastings.
Vanaf 1101 steunde hij Robert Curthose, hertog van Normandië in de strijd tegen zijn broer Hendrik Beauclerc, die het jaar voordien de Engelse troon besteeg. Volgens Ordericus Vitalis onderwierp Hendrik I van Eu zich in 1104 aan de Engelse koning. In 1106 vocht hij aan diens zijde in de Slag bij Tinchebrai, waarbij Robert Curthose werd verslagen door zijn broer, waarna die levenslang werd vastgezet.
Later steunde Hendrik I van Eu de zaak van Willem Clito, de zoon van Robert Curthose. Hij vervoegde de alliantie van Willem Clito met graaf Boudewijn VII van Vlaanderen, koning Lodewijk VI van Frankrijk en graaf Fulco V van Anjou. In 1117 werden Hendrik I en Hugh de Gournay in opdracht van de Engelse koning gearresteerd. Wegens goed gedrag, en ook op vraag van Willem II van Warenne, werden de twee snel vrijgelaten. Niettemin sloten Hendrik en Hugh zich samen met Stefanus van Aumale aan bij de opstand tegen Hendrik Beauclerc in het noordoosten van Engeland en boden ze militaire steun aan graaf Boudewijn VII van Vlaanderen. De opstand eindigde in september 1118 met de Slag bij Bures-en-Brai, waarbij Boudewijn VII sneuvelde. Vervolgens onderwierp Hendrik I van Eu zich aan de Engelse koning.
In augustus 1119 was hij een van de vele Normandische edelen die aan de zijde van Hendrik Beauclerc meevochten in de Slag bij Brémule tegen het Franse leger. De Fransen werden vernietigend verslagen en koning Lodewijk VI moest zijn toevlucht zoeken in het Fort van Les Andelys. De maand nadien nam Hendrik I van Eu deel aan de verdediging van de stad Breteuil, die was aangevallen door Lodewijk VI en zijn bondgenoot Amalrik III van Montfort. Opnieuw werden de Fransen verslagen. Vanaf 1127 steunde Hendrik I van Eu opnieuw Willem Clito.
In 1129 stichtte Hendrik I de Abdij van Foucarmont. Aan het einde van zijn leven werd hij Augustijnenmonnik in de Notre-Dame-Abdij van Eu. Hij overleed in juni 1140, waarna hij werd bijgezet in de Abdij van Foucarmont. Zijn zoon Jan volgde hem op als graaf van Eu en heer van Hastings.

## Huwelijken en nakomelingen
Hendrik I was driemaal gehuwd. Zijn eerste twee echtgenotes, Mathilde en Hermentrude, stamden uit onbekende families. Daarna huwde hij met Margaretha van Sully, dochter van graaf Willem van Sully. Ze kregen volgende kinderen:
- Jan (overleden in 1170), graaf van Eu en heer van Hastings
- Beatrix
- Mathilde (overleden in 1153)
- Stefanus (overleden na 1140)

Hij had ook nog een buitenechtelijke zoon: Willem van Grandcourt (overleden in 1150), die in 1124 graaf Amalrik III van Montfort gevangen nam. Hij diende hem over te dragen aan koning Hendrik I van Engeland, maar deed dit niet en ging samen met Amalrik in ballingschap.